# Sorokolitove, Nedrîhailiv
Sorokolitove (în ucraineană Сороколітове) este un sat în comuna Zelenkivka din raionul Nedrîhailiv, regiunea Sumî, Ucraina.

## Demografie
Componența lingvistică a localității Sorokolitove
     Ucraineană (100%)
Conform recensământului din 2001, toată populația localității Sorokolitove era vorbitoare de ucraineană (100%).